# Calycorectes maximus
Calycorectes maximus là một loài thực vật có hoa trong Họ Đào kim nương. Loài này được McVaugh mô tả khoa học đầu tiên năm 1969.